# اریک کیلدسن
اریک کیلدسن (انگلیسی: Erik Kjeldsen; ۲۰ اکتبر ۱۸۹۰ – ۲۲ فوریهٔ ۱۹۷۶) دوچرخه‌سوار اهل دانمارک بود.